# Браччано
Браччано (італ. Bracciano) — муніципалітет в Італії, у регіоні Лаціо,  метрополійне місто Рим-Столиця.
Населення — 19 477 осіб (2014).
Щорічний фестиваль відбувається 20 січня. Покровитель — San Sebastiano.

## Розташування
Браччано розташоване на відстані близько 34 км на північний захід від Рима. Місто лежить на західному боці давнього вулкана Сабатіно.
Неподалік розташоване озеро Браччано, що мало вулканічне походження. 

## Історія
Археологічні розкопки довели, що тут було поселення етрусків. Але традиційно вважають, що історія міста почалась з 10 століття. Середньовічне поселення виникло на другорядній гілці ще античного шляху Клодія. Згодом тут виникла невелика фортеця для захисту мешканців від атак сарацинів. Назва поселення латиною «Castrum Brachiani» доводить, що поселення первісно мало оборонне значення.
На початку 12 століття землі і поселення перейшло у володіння родини ді Віко. Родина ініціювала перебудову, збільшення і зміцнення фортеці.
1290 року землі і поселення перейшли у володіння римських пап. Лише 1419 року черговий римський папа Мартин V як нагороду за відданість передав у приватну власність поселення рибалок і селян баронській родині Орсіні. Барони Орсіні сприяли збільшенню поселення і перетворенню його у середньовічне місто.
Цьому сприяли відданість родини Орсіні папам римським і папському престолу. Родина Орсіні сама дала трьох римських пап ( Челестино ІІІ, Микола ІІІ, Бенедикт ХІІІ), з родини Орсіні також вийшло тридцять чотири кардинали. 
Барон Наполеон Орсіні 1470 року розпочав чергову перебудову оборонного замку на ренесансну резиденцію. Справу батька по перебудові 1485 року закінчив лише його син Джентіле Вірджиніо Орсіні. 
На короткий термін, поки у Римі закінчилась чума, замок родини Орсіні 1481 року став 
резиденцію Папи Римського Сикста VI.
Претензії до роду Орсіні мав папа римський Олександр VI, що походив з роду Борджа. Він заздрив майновим володінням клану Орсіні та його авторитету і звинуватив родину у прихильності до французького короля Карла VIII, загарбника Неаполітанського королівства. Олександр VI сприяв відлученню родини Орсіні від церкви і декларував конфіскацію їх майна. Замок був атакований військом папи римського, але Орсіні не збирались просто віддавати майно і збагачувати іспанського чужинця на папському троні. Напружена ситуація поліпшилась лише по смерті невгамовного папи з роду Борджа.
Замок 1696 року перейшов до родини Одескалькі. Лише на короткий термін наполеонівської окупації папської держави замок у період 1803—1848 рр. переходив до родини Торлонія, потім був повернутий до Одескалькі. 
Володар Бальдасар Одескалькі на початку 20 ст. разом із архітектором Рафаелло Оджетті провів масштабні реставраційні роботи в замку. Замок залишається у приватній власності і на початку 21 ст. З 1952 року два його поверхи відкриті для туристичних відвідин за платню.

## Демографія
Населення за роками:

Станом на 1 січня 2023 року в муніципалітеті офіційно проживали 1852 іноземці з 85 країн, серед них 952 громадяни країн Євросоюзу та 63 громадяни України.

## Галерея вибраних фото

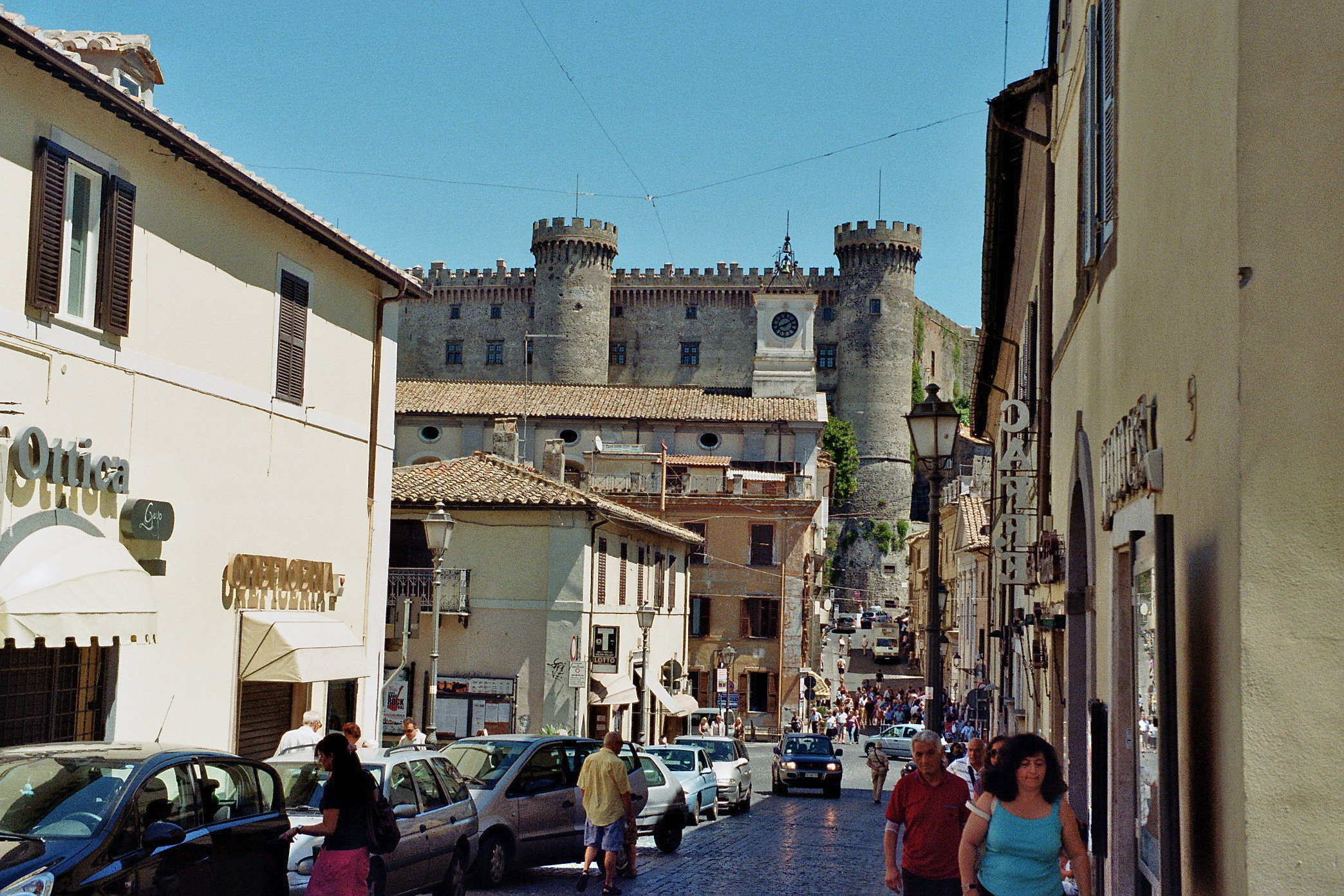
Вигляд замку з міста

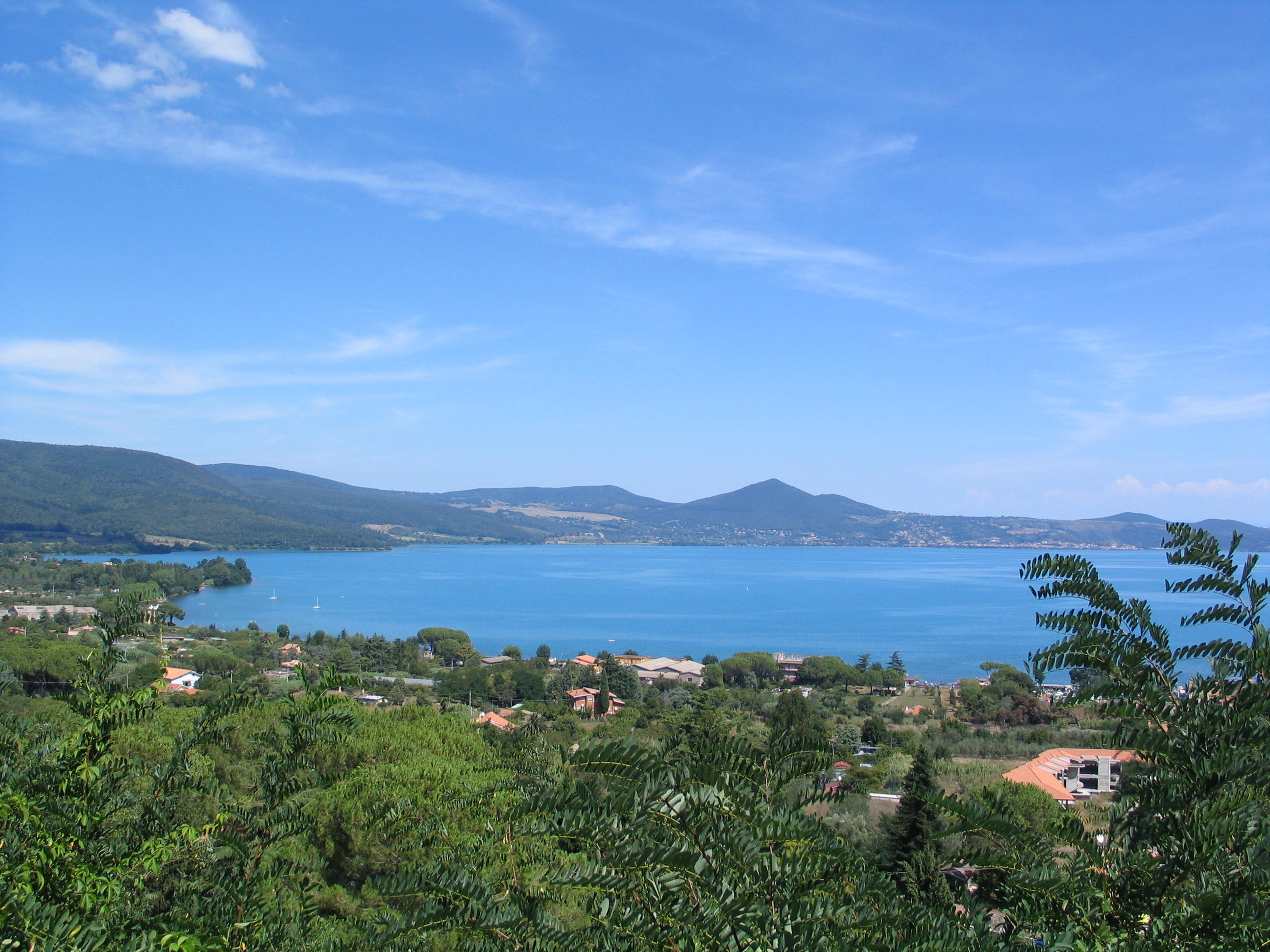
Озеро Браччано.
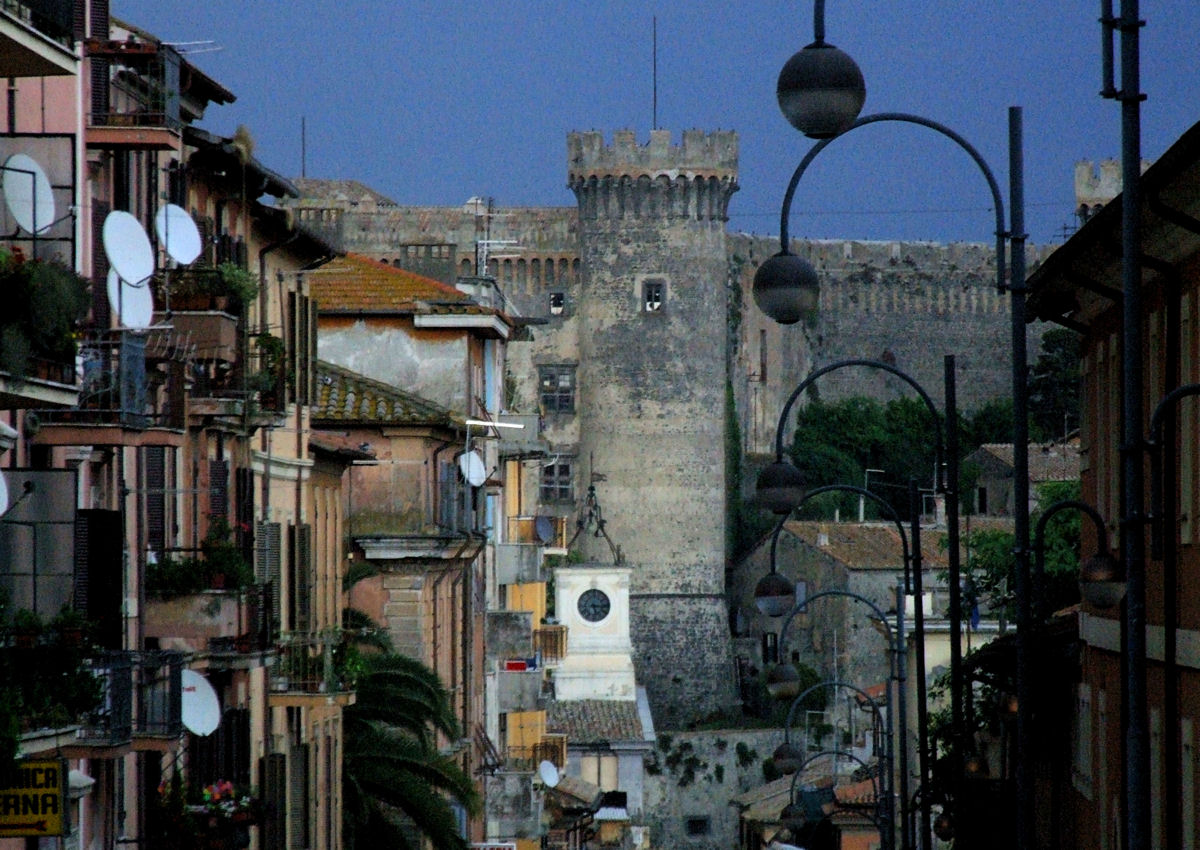
Вежа замку, вигляд з міста
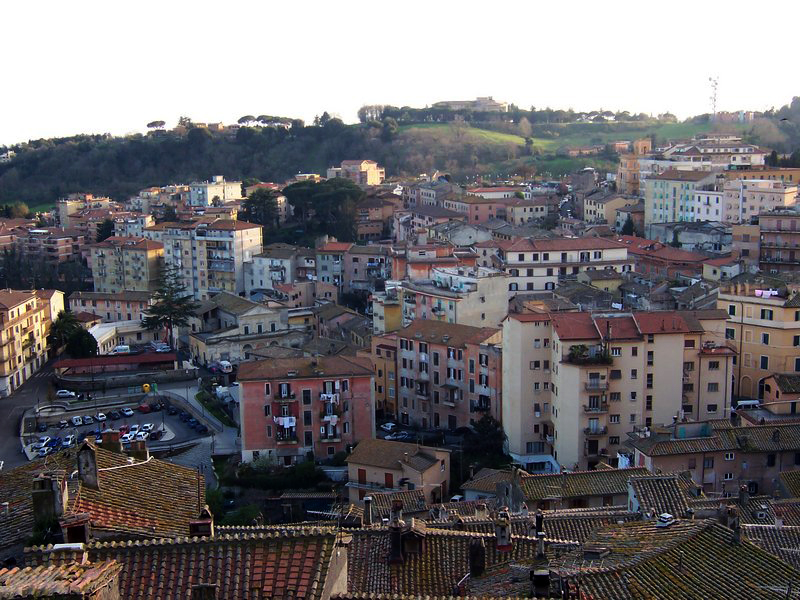
Місто Браччано, сучасна забудова
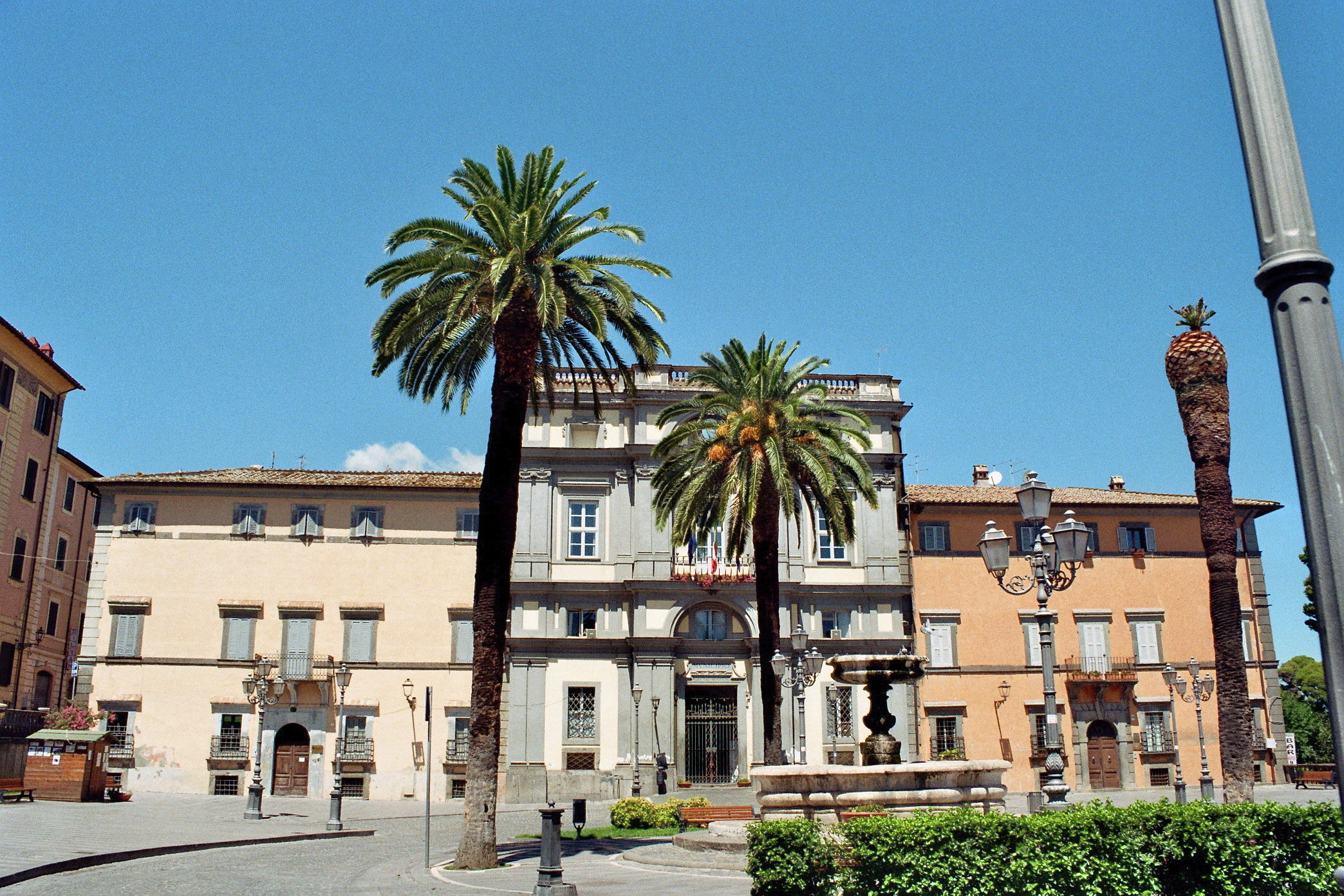
Мерія міста
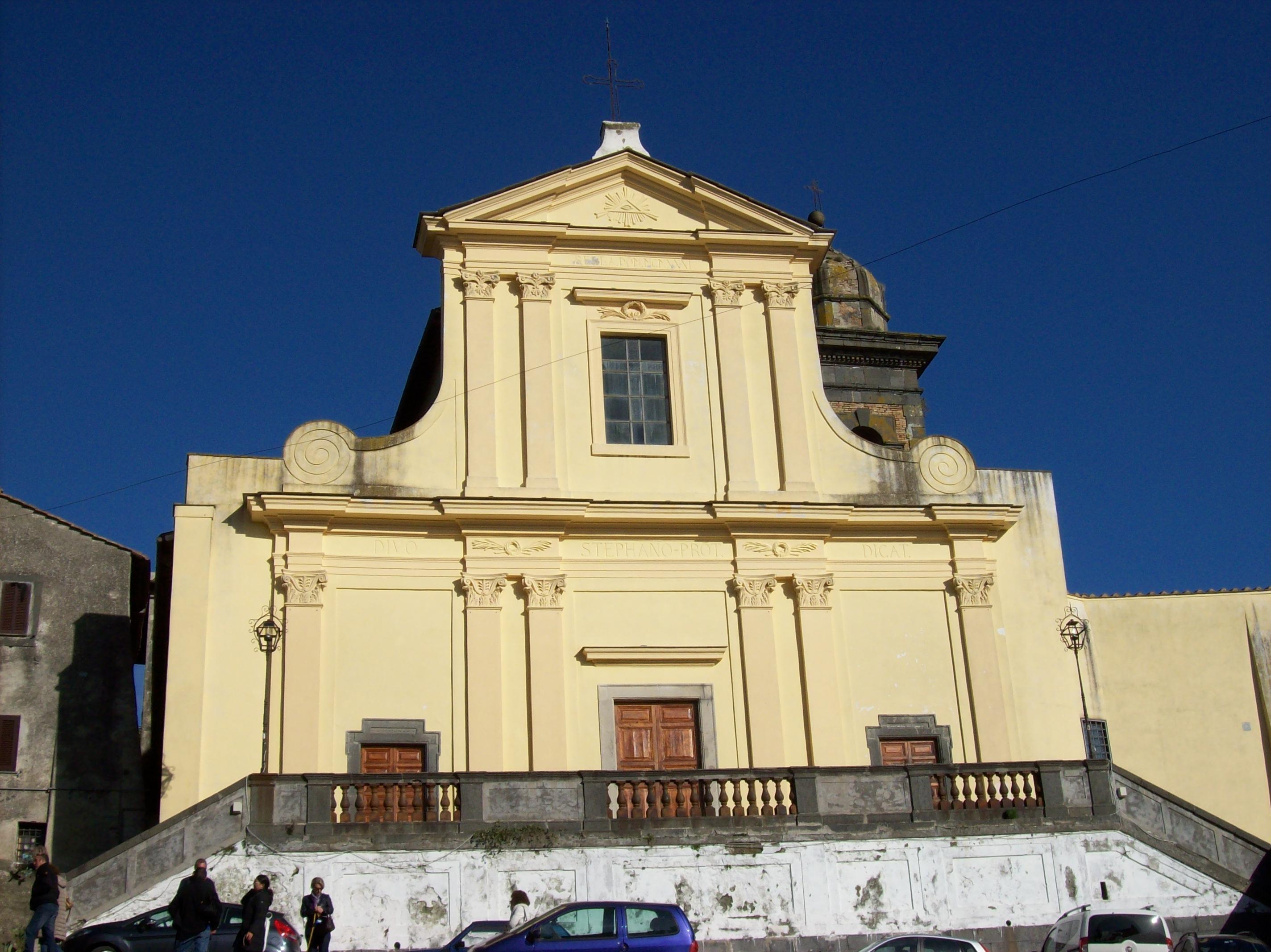
Собор Санто Стефано.
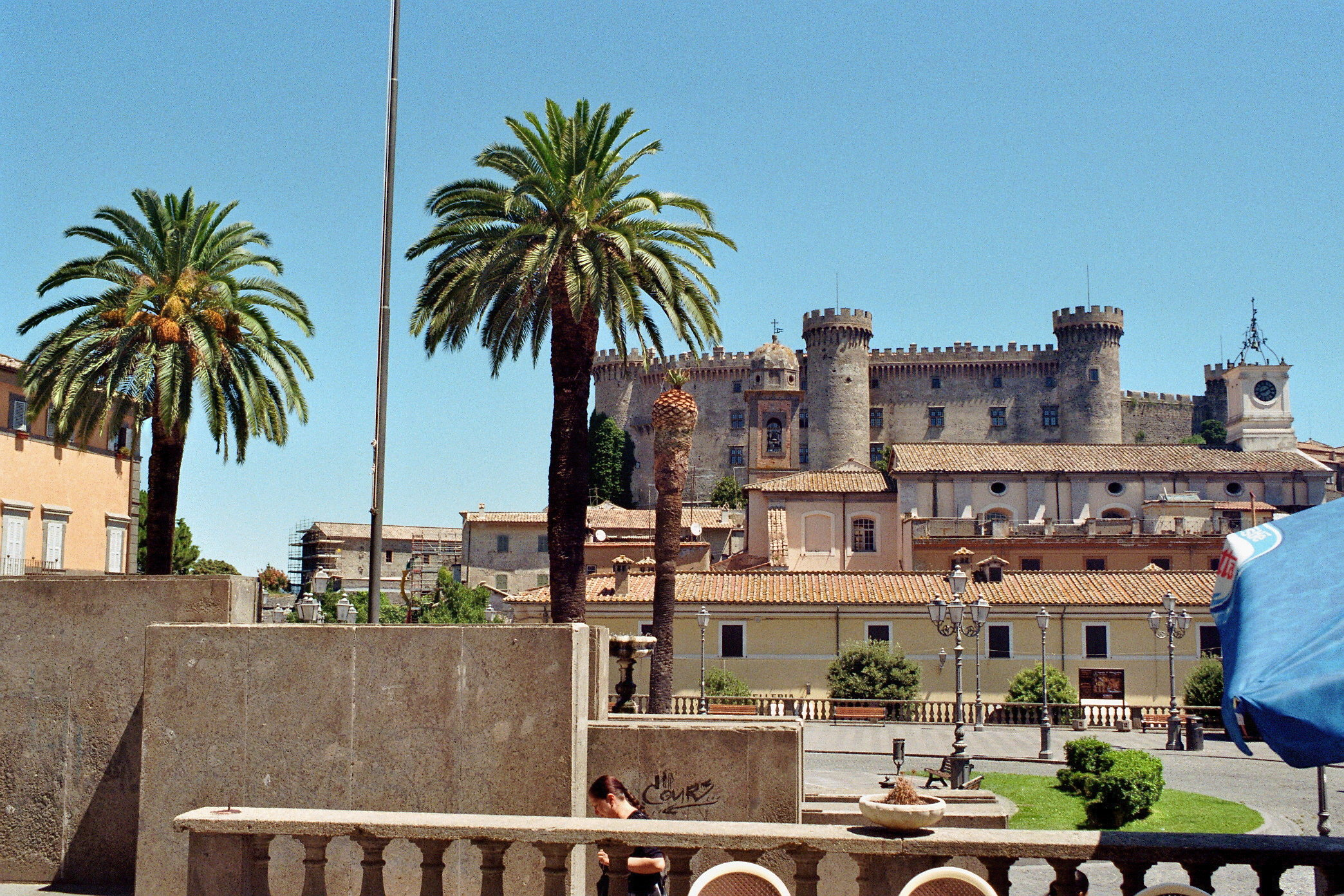
Площа перед мерією (ліворуч) та вигляд замку (прямо)
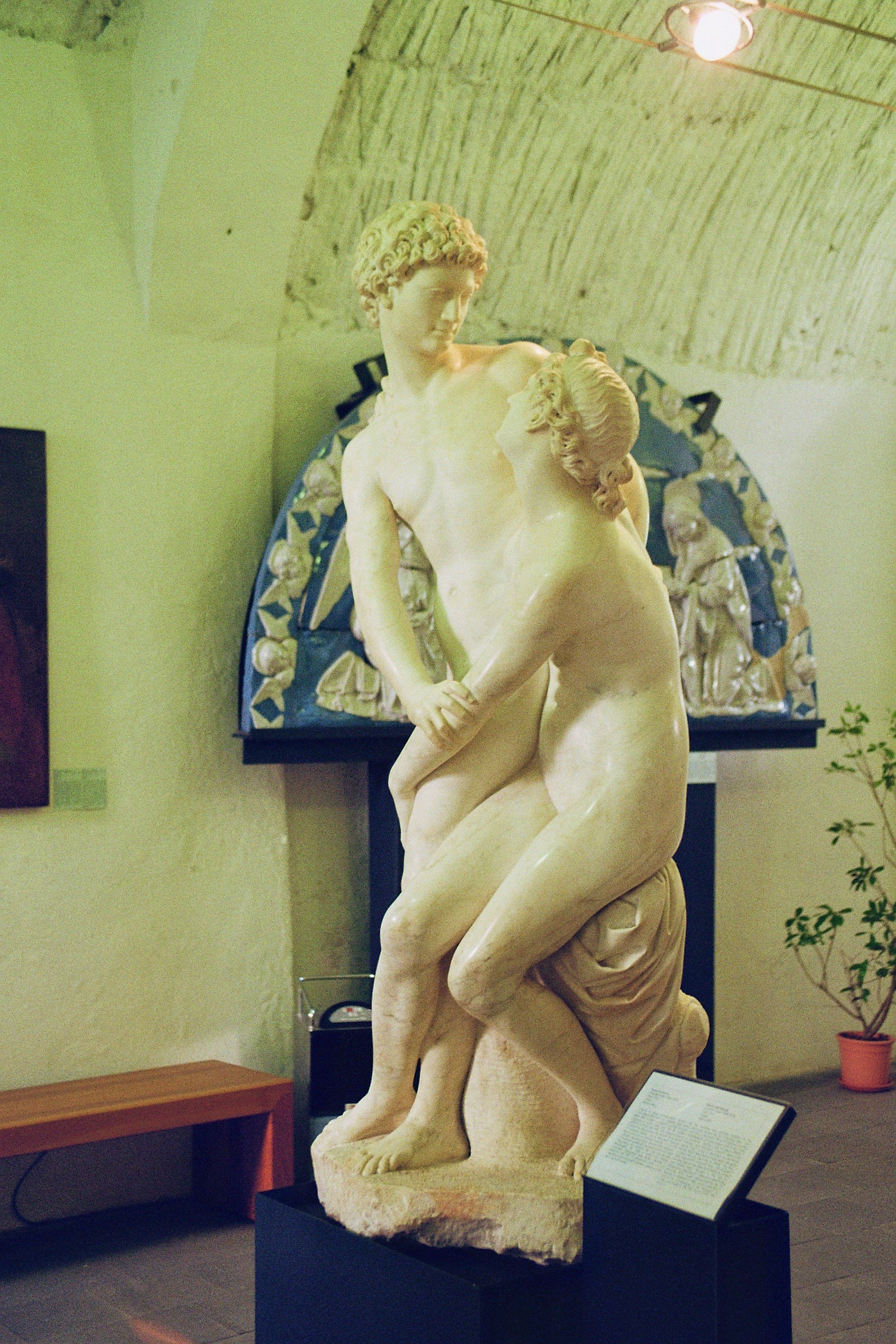
Скульптор Крістофоро Статі. «Венера і Адоніс», Музей цивіко, Браччано.

## Замок Орсіні-Одескалькі

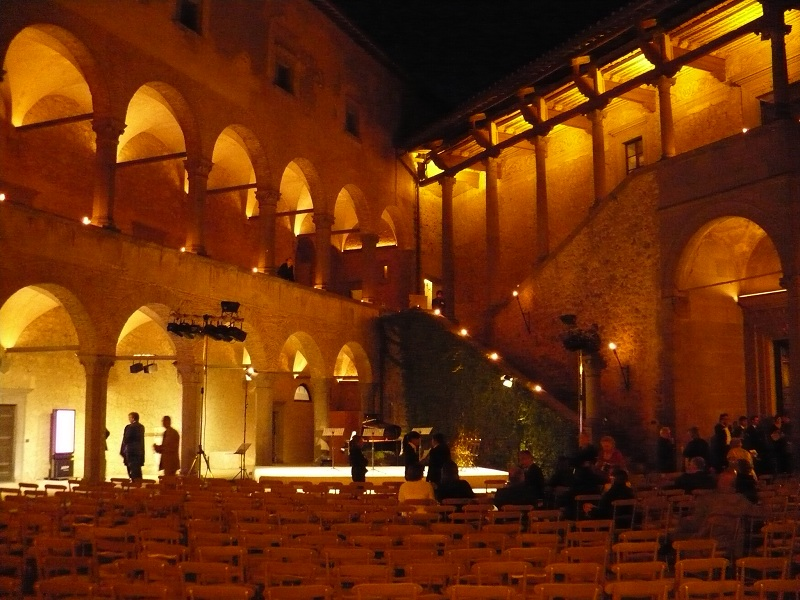
Внутрішній дворик замку як концертна зала

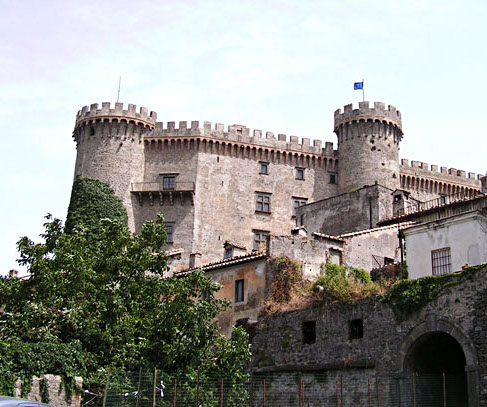
Кутові вежі замку
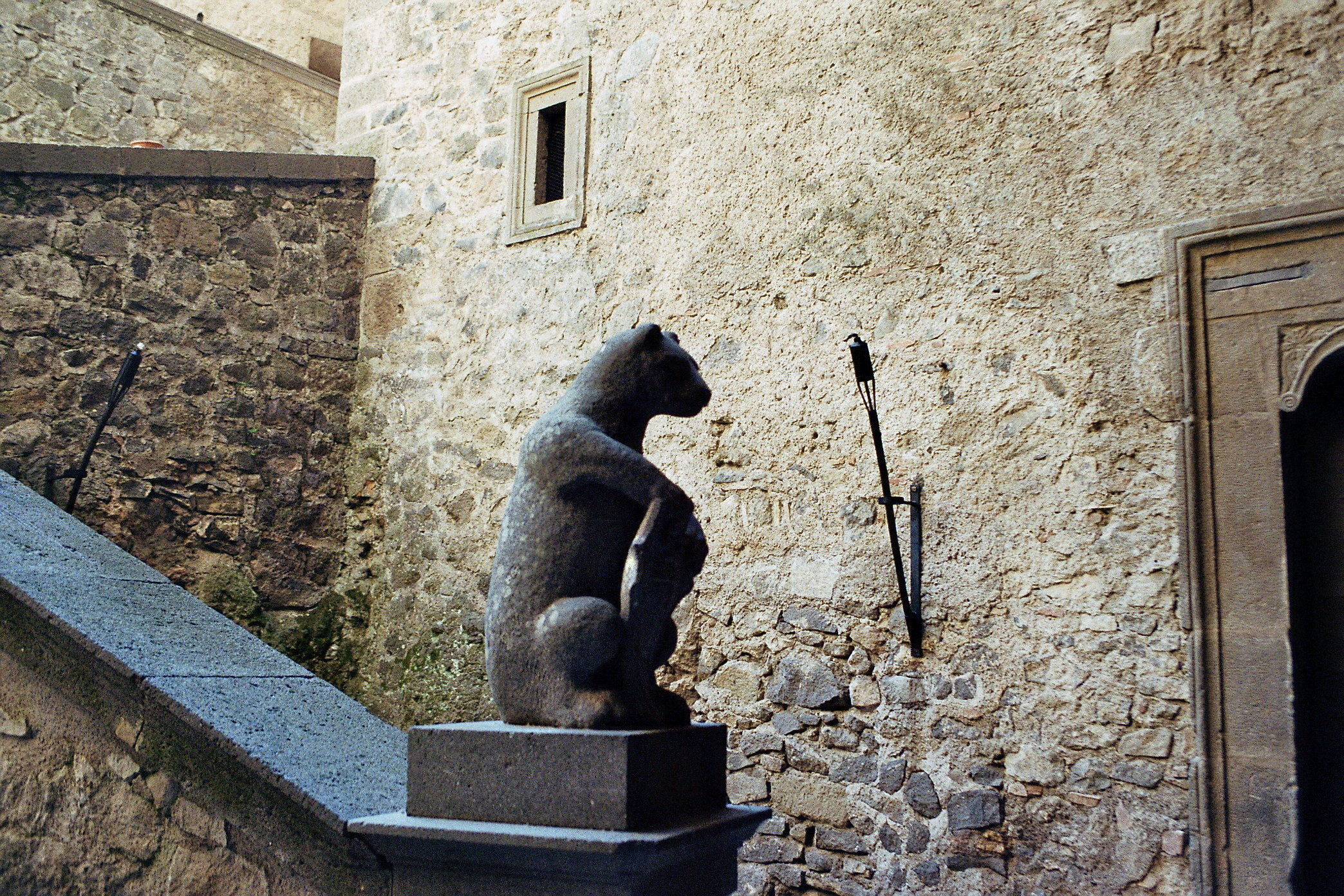
Сходи з геральдичною фігурою ведмедя і гербом
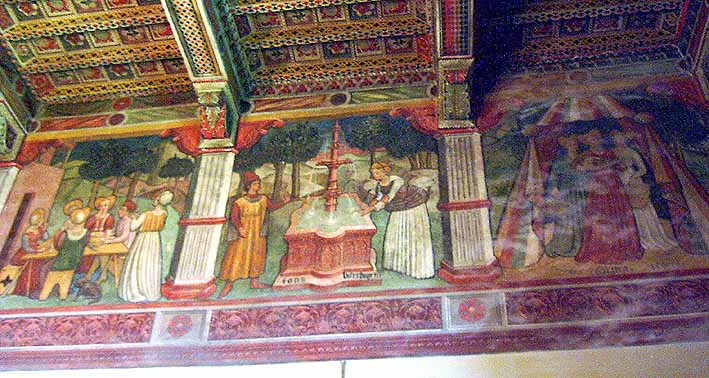
Залишки фресок біля стелі
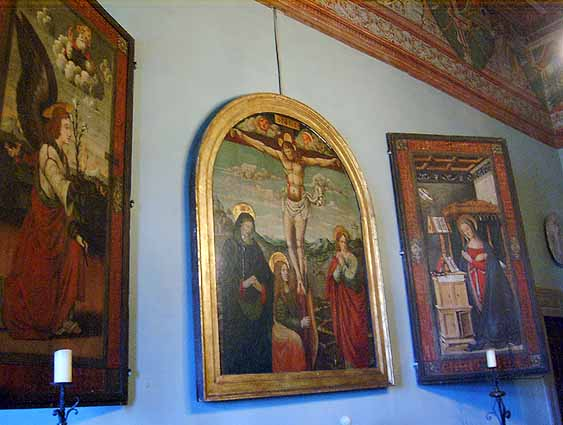
Релігійний живопис в замку

## Уродженці
- Давіде Фараоні (*1991) — італійський футболіст, захисник, півзахисник.

## Сусідні муніципалітети
- Ангуїллара-Сабація
- Манціана
- Тревіньяно-Романо
- Оріоло-Романо
- Черветері
- Ладісполі
- Бассано-Романо
- Сутрі
- Тольфа